# Björn-Ola Linnér
Björn-Ola Linnér, född 20 juli 1963 i Göteborgs domkyrkoförsamling, Göteborgs och Bohus län, är en svensk klimatpolitikforskare och professor vid Linköpings universitet. Han är programchef för Mistra Geopolitics, ett forskningsprogram som kritiskt granskar och utforskar samspelet mellan geopolitiska strömningar och miljö- och naturresursrelaterade förändringar. Han är även knuten som forskare till Institute for Science, Innovation and Society vid Oxford University samt Stockholm Environment Institute. 
Linnér disputerade 1998 vid Linköpings universitet med doktorsavhandlingen The world household: Georg Borgström and the postwar population-resource crisis, där han påvisar att Georg Borgström lämnade värdefulla avtryck i klimatdebatten, exempelvis i frågan om hur näringen ska fördelas mellan människorna på jorden. Den har omarbetats till boken The Return of Malthus: Environmentalism and Postwar Population–Resource Crises utgiven av Whitehorse Press, som kom ut i andra reviderad utgåva 2023.
Linnér var 2006–2010 föreståndare för Centrum för klimatpolitisk forskning (CSPR) vid Linköpings universitet och innehade samtidigt en professur i "Tema Vatten i natur och samhälle". Han har fortsatt som professor vid samma lärosäte men professuren har senare benämnts "Tema Miljöförändring". Han är sedan 2017 programchef för forskningsprogrammet Mistra Geopolitics, som studerar länkningarna mellan geopolitik och förutsättningarna för hållbar utveckling
Hans klimatpolitiska forskning handlar om samhällstransformation mot hållbar utveckling, samt länkar mellan klimatpolitik, hållbar utveckling och energiutveckling samt klimatvisualisering och transnationell styrning och icke-statliga aktörer. Han har även skrivit om utopiskt och dystopiskt tänkande på klimatområdet. Han har även forskat kring de fördelningspolitiska konsekvenserna av klimatanpassning, bland annat i boken The Political Economy of Climate Adaptation (Palgrave/Macmillan) skriven tillsammans med Benjamin Sovacool.
Linnér har initierat klimatvisualiseringen vid Linköpings universitet med bland annat webverktyget VisAdapt™, som hjälper nordiska husägare att anpassa sina hus till ett förändrat klimat, samt Norrköping Decision Arena, som används för analys och beslutsstöd bland forskare, studenter, politiker, tjänstemän och företag.
Linnér har tilldelats flera utmärkelser bland annat 2009 års Junior Faculty Prize för att stötta unga forskares karriärer. Han har suttit i flera svenska och utländska kommittéer. Han var medlem av den svenska delegationen för att slutförhandla syntesrapporten från FN:s klimatpanels fjärde bedömningsrapport 2007. Han har varit gästforskare vid  Center for Science and Technology Policy Research at the Cooperative Institute for Research in Environmental Science, University of Colorado; the Institute for Science, Innovation and Society (InSIS) vid Oxford University, University of California, Santa Cruz och Hall Centre for the Humanities vid University of Kansas samt har pågående samarbeten med flera ledande forskningsinstitut runt om i världen. Han invaldes 2020 till ledamot av Kungliga Skogs- och Lantbruksakademien. Linnér är medlem av Svenska Nationalkommittén för Globala Miljöförändringar och styrelseledamot av WWF Sverige. Linnér är också en av huvudförfattarna till bedömningsrapporten om Transformativ förändring av Den internationella plattformen för biologisk mångfald, IPBES.

### Fotnoter
1. 1 2  Sveriges befolkning 2000, Sveriges Släktforskarförbund, 2020, läst: 12 mars 2023.[källa från Wikidata]
2. ↑  Sveriges befolkning
2000:
Linnér, Björn-Ola
(1963-07-20)
Försäkringskassan, uttag avseende 20001231 (2014)
3. ↑  Linnér, Björn-Ola (1998) (på engelska). The world household: Georg Borgström and the postwar population-resource crisis. Linköping studies in arts and science, 0282-9800 ; 181. Linköping: Tema, Univ. Libris 8372507. ISBN 91-7219-355-7
4. ↑  Linnér, Björn-Ola (2023, andra reviderad utgåvan (1:a 2003).). The Return of Malthus: Environmentalism and Postwar Population–Resource Crises.. White Horse Press
5. ↑  Linnér, B.-O. & Wibeck, V. (2019) Sustainability Transformations: Agents and Drivers across Societies;
Cambridge University Press.
6. ↑  Linnér, Björn-Ola & Wibeck, Victoria (2020). ”Conceptualising variations in societal transformations towards sustainability”. Environmental Science & Policy. 106:  sid. 221-227.. https://www.sciencedirect.com/science/article/pii/S1462901119307555.
7. ↑  Linnér, Björn-Ola, Mickwitz, Per and Román, Mikael (2012). ”Reducing greenhouse gas emissions through development policies: a framework for analysing policy interventions”. Climate and Development 4 (3):  sid. 175-186. doi:10.1080/17565529.2012.698587.
8. ↑  Linnér, B-O. and Selin, H. (2013). ”The United Nations Conference on Sustainable Development: Forty Years in the Making.”. Environment and Planning. C: Government and Policy 31 (6):  sid. 971-987.
9. ↑  Wibeck, V, Neset, T-S., Linnér, B-O. (2013). ”Communicating climate change through ICT-based visualization: towards  an analytical framework”. Sustainability 5:  sid. 4760-4777.
10. ↑  Nasiritousi, N.,  Hjerpe, M., and Linnér, B-O. (2014). ”The roles of non-state actors in climate change governance: understanding agency through governance profiles.”. International Environmental Agreements: Politics, Law and Economics. doi:10.1007/s10784-014-9243-8.
11. ↑  Hjerpe, M. and Linnér, B-O, (2010). ”The functions of side events in global climate change governance”. Climate Policy 10 (2):  sid. 167–180.
12. ↑  Sovacool, Benjamin; Linnér, Björn-Ola (2015). ”The Political Economy of Climate Change Adaptation”. http://www.palgrave.com/page/detail/the-political-economy-of-climate-change-adaptation-benjamin-k-sovacool/?isb=9781137496720. Läst 26 augusti 2015.
13. ↑  Sovacool, Benjamin K.; Linnér, Björn-Ola; Goodsite, Michael E.. ”The political economy of climate adaptation” (på engelska). Nature Climate Change 5 (7):  sid. 616-618. doi:10.1038/nclimate2665. ISSN 1758-678X. http://www.nature.com/nclimate/journal/v5/n7/full/nclimate2665.html. Läst 26 augusti 2015.
14. ↑  ”IPBES. Thematic assessment of the underlying causes of biodiversity loss, determinants of transformative change and options for achieving the 2050 vision for biodiversity”. IPBES - Intergovernmental Platform on Biodiversity and Ecosystem Services. https://www.ipbes.net/transformative-change. Läst 28 oktober 2024.